# Jelašnica (okręg jablanicki)
Jelašnica (cyr. Јелашница) – wieś w Serbii, w okręgu jablanickim, w mieście Leskovac. W 2011 roku liczyła 242 mieszkańców.